# Triangles isométriques
Un triangle est isométrique avec un autre triangle lorsqu'il existe une isométrie (une translation, une rotation, une symétrie ou une composée de telles transformations) par laquelle il est l'image de l'autre. On parle parfois de triangles égaux.
Cela correspond à l'idée de triangles superposables. L'importance que peut avoir cette notion vient du fait qu'elle traduit une forme d'homogénéité du plan euclidien.

## Cas d'égalité
Les trois conditions suivantes, appelées cas d'égalité des triangles sont équivalents :

### Première caractérisation
Deux triangles sont isométriques lorsque les longueurs de leurs côtés sont deux à deux égales. On peut démontrer que deux triangles isométriques sont en fait l'image l'un de l'autre par une isométrie du plan.

### Seconde caractérisation
Deux triangles sont isométriques lorsqu'ils ont un côté de même longueur compris entre deux angles homologues de mêmes mesures.

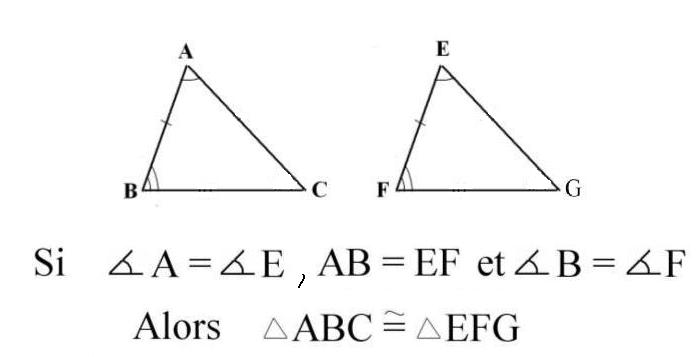

Variante.

Variante : deux triangles sont isométriques lorsqu'ils ont deux angles homologues de mêmes mesures et un côté correspondant de même longueur  (cf. figure de droite).

### Troisième caractérisation
Deux triangles sont isométriques lorsqu'ils ont un angle de même mesure compris entre deux côtés homologues de mêmes longueurs.

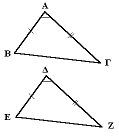

Ces deux triangles ont un angle de même mesure et deux côtés de mêmes longueurs, mais ne sont pas isométriques.

Remarque : l'hypothèse que les deux côtés doivent encadrer l'angle est fondamentale (cf. figure de droite).

## Démonstrations

### Chez Euclide
Les cas d'égalité des triangles font l'objet des prop. 4, 7, 8 et 26 du Livre I des Éléments d'Euclide. 
Pour démontrer le troisième cas, par exemple, Euclide considère deux triangles ABC et DEF tels que la longueur AB est égale à DE, la longueur AC à DF et l'angle {\displaystyle {\widehat {BAC}}} à {\displaystyle {\widehat {EDF}}}. Il applique alors le triangle ABC sur le triangle DEF de façon que A coïncide avec D, et la demi-droite [AB) avec la demi-droite [DE). [AB] et [DE] ayant même longueur et A coïncidant avec D, les points B et E coïncideront. Les angles {\displaystyle {\widehat {BAC}}} et {\displaystyle {\widehat {EDF}}} étant égaux, la demi-droite [AC) coïncidera avec la demi-droite [DF), et [AC] et [DF] ayant même longueur, C et F coïncideront. 

### Chez Hilbert
Il fallut attendre le XIXe siècle pour que la démonstration d'Euclide soit critiquée. En effet, celle-ci a pour hypothèse l'existence d'une transformation isométrique envoyant [AB] sur [DE], d'une autre envoyant [AC] sur [DF] et d'une troisième envoyant l'angle {\displaystyle {\widehat {BAC}}} sur l'angle {\displaystyle {\widehat {EDF}}}, mais la démonstration suppose que ces trois transformations n'en forment qu'une seule. En 1899, dans ses Fondements de la géométrie, David Hilbert met en évidence la difficulté du problème en exhibant une géométrie dans laquelle les trois transformations sont différentes et pour laquelle les cas d'égalité des triangles sont faux. Hilbert traite donc les cas d'égalité des triangles de la façon suivante. Il considère comme primitive la notion de congruence (ou d'égalité) des segments et d'angles et donne les axiomes régissant cette notion. En particulier, l'un des axiomes doit relier congruence de segments et congruence d'angle, et cet axiome est constitué du troisième cas d'égalité des triangles. Ce cas cesse alors d'être un théorème chez Hilbert. Une fois cela fait, Hilbert parvient à en déduire les autres cas d'égalité.

### Démonstration moderne
On se place usuellement dans un plan affine associé à un plan vectoriel euclidien, et on utilise le fait que longueur de segments et mesure des angles s'expriment au moyen du produit scalaire, et que les isométries conservent le produit scalaire. Étant donné deux triangles ABC et DEF, on définit une unique application affine envoyant A sur D, B sur E et C sur F. Les hypothèses des différents cas d'égalité des triangles permettent ensuite de montrer que cette application est une isométrie.